# Tipula digesta
Tipula digesta är en tvåvingeart som beskrevs av Alexander 1953. Tipula digesta ingår i släktet Tipula och familjen storharkrankar. Inga underarter finns listade i Catalogue of Life.